# Савона (футбольный клуб)
«Савона» — итальянский футбольный клуб из одноимённого города, выступающий в Серии С1[уточнить], четвёртом по силе дивизионе чемпионата Италии. Клуб основан в 1907 году. Домашние матчи проводит на стадионе «Валерио Басиджалупо», вмещающем 5 500 зрителя. В Серии А «Савона» провела в общей сложности 2 сезона, пришедшиеся на 20-е годы, когда единой лиги чемпионата Италии ещё не существовало, а чемпион определялся среди победителей региональных турниров. В последующие годы «Савона» преимущественно выступала в 3-м и 4-м по силе дивизионах Италии, в начале 40-х и конце 60-х ненадолго поднималась до 2-го дивизиона, выходя в Серию В. В 2006 году у клуба случился финансовый кризис и он обанкротился, но в том же году был воссоздан заново. В 2011 году у «Савоны» вновь возникли большие финансовые трудности и 23 декабря клубу был назначен внешний управляющий, 13 марта 2012 года клуб был приобретён Альдо Делепьяне за символическую сумму в 1 евро.

## Известные игроки
- Валерио Басиджалупо
- Луиджи Бертолини
- Ренато Бодини
- Вальтер Дзенга
- Вирджилио Левратто
- Марчелло Липпи
- Пьерино Прати
- Джузеппе Фурино
- Винченцо Чиаботто[итал.]
- Андреа Камбьязо

## Известные тренеры
- Дьёрдь Орт
- Эрколе Рабитти